# Sangiaccato di Biga
Il sangiaccato di Biga era una provincia ottomana di secondo livello (sangiaccato/sanjak o liva), più o meno corrispondente all'odierna provincia turca di Çanakkale.

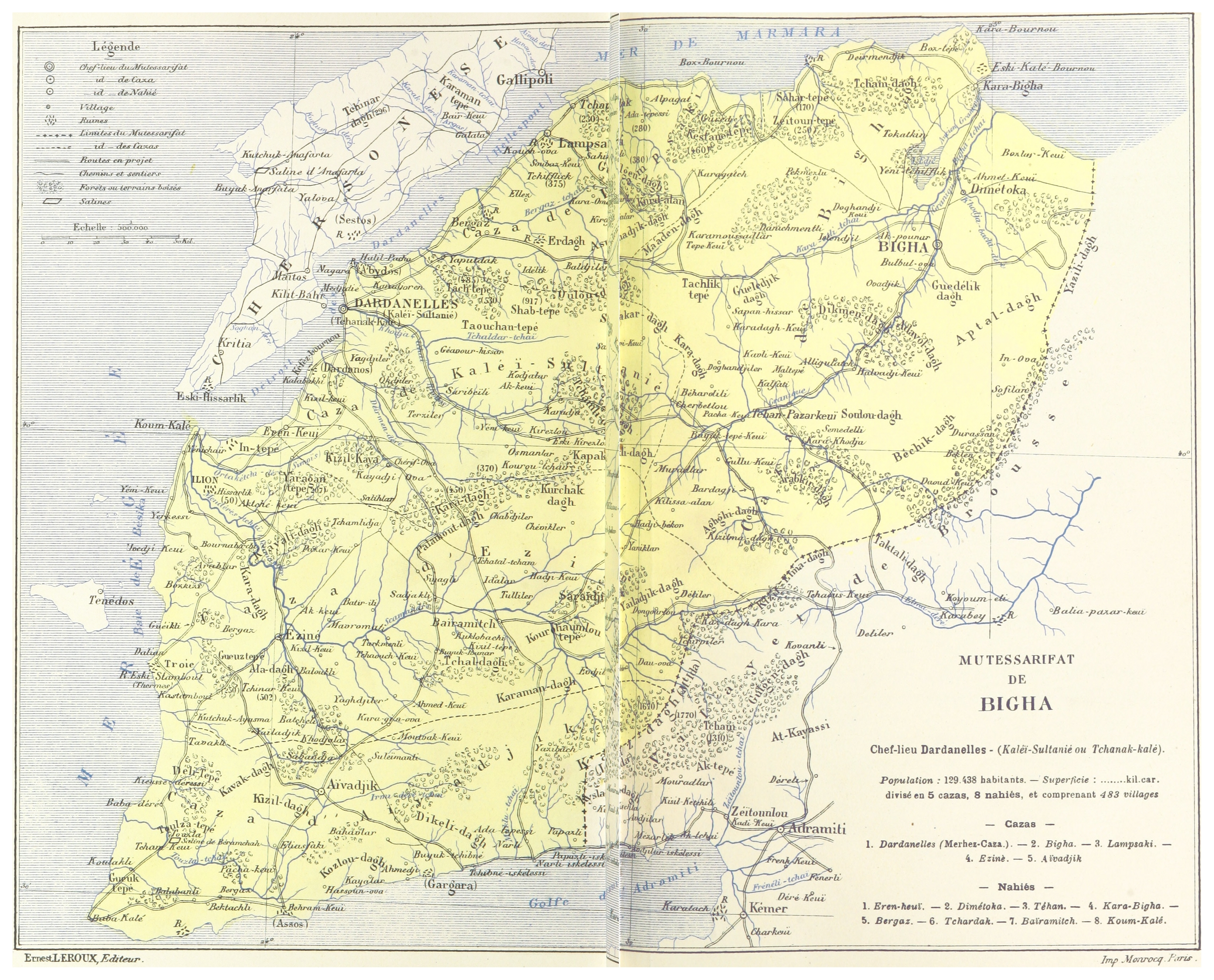
Mappa del quartiere indipendente (mutasarrif) di Biga nel 1894

## Storia
L'area del sangiaccato fu conquistata dall'Impero bizantino nel 1363 e nacque con l'istituzione dell'Eyalet di Anatolia. Nel 1533 fu trasferito al neonato Eyalet dell'Arcipelago. Nel 1841 fu trasferito all'Eyalet di Hüdavendigâr, dove rimase fino al 1867, quando divenne la capitale (pasha-sanjak) del Vilayet dell'Arcipelago (formato dall'ex eyalet omonimo). La sede del governatore non era a Biga, tuttavia, ma a Kale-i Sultaniye.
Nel 1877, il sangiaccato fu trasferito al Vilayet di Costantinopoli, prima di entrare a far parte del Vilayet di Karasi di breve durata (1881-88). Dopo lo scioglimento di quest'ultimo, Biga divenne un sangiaccato indipendente, più o meno equivalente all'odierna provincia di Çanakkale, fatta eccezione per la penisola di Gallipoli, che formava un sangiaccato separato. Negli ultimi decenni dell'Impero ottomano, era spesso chiamato con il nome della sua capitale Kale-i Sultaniye (l'odierna Çanakkale).